# Tata Chemicals Europe
Tata Chemicals Europe, бывшая Brunner Mond (UK) Limited — британская химическая компания, дочерняя компания Tata Chemicals, входящая в Tata Group Индии. Tata Chemicals является вторым по величине в мире производителем кальцинированной соды. Заводы Tata Chemicals производят также бикарбонат натрия, хлорид кальция и вещества, связанные с производством щелочей.

## История
Первоначально компания была создана как партнерское объединение в 1873 году (став отдельной компанией в 1881) Джона Бруннера и Людвига Монда. Они построили завод Виннингтон в городе Нортвиче графства Чешир и изготовили свою первую кальцинированную соду в 1874 году.
В 1911 году завод приобрел фабрику мыл и жиров Джозефа Кросфилда и сыновей, а также Gossage — другую компанию по производству мыла, которая владела плантациями пальм. Несколькими годами позже компания продавала мыло и товары химического производства Unilever.
В 1917 году завод TNT этой компании в Silvertown в Лондоне охватил пожар, который вывел его из строя.
В 1924 году Бруннер Монд приобрел компанию Магади Сода в Кении, и в 1926 году Brunner Mond стала одной из четырёх основных компаний наряду с британской корпорацией красителей Explosives Limitied Нобеля и United Alkili Сompany, принявшими участие в слиянии, которое привело к созданию огромного промышленного объединения под названием Imperial Chemical Industries (ICI). Альфред Монд — сын Людвига и председатель Brunner Mond — был ключевой фигурой вместе с Гарри Макгоуэн из Нобеля, инициировавшей это объединение. Brunner Mond была поглощена Alkili Group ICI, став одной из крупнейших и наиболее успешных компаний в мире (ICI приобрела Crosfield и Chemicals бизнес Gossage у Unilever в 1997 году). Alkili Group постоянно меняет своё название, становясь Alkili Division в 1951 году, затем после слияния с Runcorn-based General Chemicals Division в 1964 году называет себя Mond Division и, наконец, именуется Soda Ash Products group of ICI Chemicals and Polymers с 1986 до момента своего разукрупнения.
В начале 20 века компания построила дома для менеджеров и рабочих в окрестностях Хартфорда, Чешир.
В 1991 году Brunner Mond Holdings Limited была образована путём отделения от ICI британской и кенийской промышленности по производству кальцинированной соды. Это стало началом возвращения на фондовый рынок названия Brunner Mond, не связанного никак с первоначальным предприятием. В 1998 году компания приобрела предприятие по производству кальцинированной соды Akzo Nobel в Нидерландах и преобразовало его в Brunner Mond B.V.,которое настоящее время относится к группе дочерних компаний.
Brunner Mond приобрела British Salt, чеширскую компанию, в 2010 году. Сумма сделки не разглашается.
Brunner Mond была куплена Tata Chemicals в 2006 году. В апреле 2011 года Brunner Mond была переименована в Tata Сhemicals Europe.